# Tillandsia penascoensis
Tillandsia penascoensis là một loài thực vật có hoa trong họ Bromeliaceae. Loài này được Ehlers & Lautner mô tả khoa học đầu tiên năm 2004.